# Victoria Prego
María Victoria Prego de Oliver y Tolívar (Madrid, 11 de noviembre de 1948-Madrid, 1 de mayo de 2024) fue una periodista española, presidenta de la Asociación de la Prensa de Madrid entre 2015 y 2019.

## Biografía
Era la hija del periodista y dramaturgo Adolfo Prego de Oliver (1913-2000) y hermana de Adolfo Prego, magistrado del Tribunal Supremo. Tenía raíces familiares en la provincia gallega de Orense.
Estudió Ciencias Políticas y Periodismo en la Escuela de Periodismo de la Iglesia. Tras unos trabajos en El Alcázar, Informaciones y la Agencia EFE, en 1974 ingresó en Televisión Española, siendo asignada al área de Internacional de los informativos de La 2. En los años siguientes desarrolló su actividad en el informativo de La 2 (entonces conocida como UHF), llamado Redacción Noche. En 1976 fue nombrada jefa de la sección de Internacional, y entre 1977 y 1979 fue corresponsal de TVE en Londres.
De regreso a España, comenzó a ganar popularidad entre 1980 y 1982, cuando se le encargó que presentara junto a Joaquín Arozamena la tercera edición del Telediario en La 1, que se decidió llamar Al cierre. Ambos dieron forma a una entonces novedosa concepción de los informativos, combinando un estilo más cercano de transmitir noticias con un mayor tiempo dedicado a la opinión política.
Entre 1982 y 1987 presentó el programa cultural El arte de vivir en La 1 que dirigía Miguel Ángel Gozalo. Paralelamente, en 1983 presentó el espacio Españoles en La 1, en el que tuvo ocasión de entrevistar a importantes personajes de la vida política, económica, social y cultural de España. En ese tiempo trabajó en la agencia Colpisa, donde escribió artículos sobre política internacional, y en la revista Interviú, donde publicó artículos sobre política nacional.
Más adelante, y hasta 1986, profundizó su experiencia periodística en la radio, presentando el informativo diario Diario hablado de las 14:00 horas en Radio Nacional de España, así como el espacio de análisis político El reloj. 
En 1987 condujo Debate en La 1. Fue en ese momento cuando empezó a preparar para Televisión Española uno de los trabajos más destacados de su carrera: una serie de documentales sobre la historia reciente de España, al que se dio el título de La Transición, trabajo que finalizó en 1992 y se emitió entre julio y octubre de 1995 en La 2. Por ellos recibió los galardones: Los 16 del año (1995), Antena de Oro (1996), Víctor de la Serna (1995) y Mujer Progresista 1995.
En 1994 dirigió y presentó el programa de debate Un momento por favor para Telemadrid y Canal Sur.
Posteriormente, entre 1994 y 1997 colabora con Antena 3, donde realizó una serie de documentales coincidiendo con el vigésimo aniversario de la muerte de Franco (Así murió Franco) y la subida al trono de Juan Carlos I (El valor de un Rey). Durante la primera mitad de 1990 y en Antena 3, colabora en el programa Con Hermida y compañía y en 1996 y en la misma cadena, entrevista a los candidatos a la Presidencia del Gobierno con motivo de las elecciones generales. 
Más o menos al mismo tiempo, entre septiembre de 1996 y 1999 dirigió la tertulia política Redacción noche en Radio Voz, publicó entrevistas en Paris Match y en Blanco y Negro y artículos en ABC y El Semanal de Grupo El Correo. 
Entre 1998 y 2002 formó parte de la primera junta directiva de la Academia de Televisión y de las Ciencias y Artes del Audiovisual de España.
En el año 2000, con motivo del 25.⁰ aniversario de la llegada al trono del rey Juan Carlos I, elabora el documental Juan Carlos I: 25 años de reinado para TVE.
Tras la incorporación de Radio Voz en Onda Cero, sigue ligada a la emisora colaborando en A toda radio desde septiembre de 2000 y presentó y dirigió La Brújula del Mundo entre septiembre de 2001 y 2002. Al mismo tiempo, colabora en el programa Protagonistas de Punto Radio con Luis del Olmo. 
Entre los años 2000 a 2003 intervino como analista política y tertuliana en el programa informativo diario El primer café con Isabel San Sebastián y luego con Carmen Gurruchaga en Antena 3.
Desde abril de 2000 y hasta septiembre de 2001 es subdirectora del Área de Política del diario El Mundo, donde escribió una columna diaria, fue coordinadora de Opinión y del Comité Editorial. En 2005 fue nombrada adjunta al director Pedro J. Ramírez, puesto que abandonó en junio de 2015. Durante 2015-2016 mantuvo su relación con elmundo.es publicando regularmente sus artículos de análisis político. Años atrás, entre marzo de 2005 y enero de 2007 tuvo un blog político en dicha web.
Desde 2004 hasta 2018 colaboró con el programa de Televisión Española, Los desayunos de TVE; entre 2005 y 2009 en De costa a costa con Félix Madero en Punto Radio; desde 2006 a 2011 en Madrid opina y Alto y claro de Telemadrid; entre 2009 a 2010 en Una mirada a El Mundo, de Veo y en el periodo comprendido entre 2009 y 2018 en La linterna de COPE.
En 2008 condujo una continuación del documental La Transición, que llevaba por título El camino de la libertad y abarca la historia de España entre 1978 y 2008.
Desde diciembre de 2012 formaba parte del Consejo Asesor de la Fundación del Español Urgente y entre noviembre de 2015 hasta noviembre de 2019 fue presidenta de la Asociación de la Prensa de Madrid.
Desde septiembre de 2016 y hasta su fallecimiento fue adjunta al director del diario digital El Independiente y presidenta de su Consejo de Administración. Entre 2018 y 2022 colaboró en Buenos días, Madrid de Onda Madrid.

### Vida privada
Estuvo casada con Ángel Santa Cruz, periodista de El País, con el que tuvo dos hijos, y desde 1988 con el realizador de TVE, Elías de Andrés, con quien elaboró la serie documental La Transición para TVE.
En 2010 fue diagnosticada de un cáncer de pulmón, del que se recuperó, pero que tras volver a aparecer en 2017 no pudo superar.
En agosto de 2013, mientras veraneaba en Salamir (Cudillero, Asturias), sufrió un ictus del que se repuso  en poco tiempo.

## Premios
Obtuvo numerosos premios y reconocimientos a lo largo de su vida profesional, como el Premio APM de Honor en 2013. En 2015, recibió el Premio Luca de Tena y, en 2018, fue investida como doctora honoris causa por la Universidad Rey Juan Carlos, a propuesta del Departamento de Ciencias de la Comunicación y Sociología.
En 2018 fue galardonada con el Premio Nacional de Televisión, que concede el Ministerio de Educación, Cultura y Deporte, por su trayectoria periodística desempeñada en todo tipo de medios de comunicación.
En abril de 2025 nace el Premio Victoria Prego a la Libertad de Expresión, este premio a la Libertad de Expresión es independiente de los tradicionales Premios APM de Periodismo.
| Año  | Premio                                                                                   | Categoría                                                                                |
| ---- | ---------------------------------------------------------------------------------------- | ---------------------------------------------------------------------------------------- |
| 1981 | TP de Oro                                                                                | Mejor Presentadora por Al cierre                                                         |
| 1995 | Premio del Colegio de Abogados a la Defensa de la Concordia                              | Premio del Colegio de Abogados a la Defensa de la Concordia                              |
| 1995 | Premio APM al Mejor Periodista del Año                                                   | Mejor Trabajo Periodístico por La Transición                                             |
| 1995 | Premio El Correo                                                                         |                                                                                          |
| 1995 | Premio Mujer Progresista                                                                 |                                                                                          |
| 1996 | Premio Cambio 16                                                                         | Premio Cambio 16                                                                         |
| 1996 | Antena de Oro                                                                            | Extraordinaria                                                                           |
| 1996 | Medalla de Plata del Festival de Nueva York                                              | Por el documental Así murió Franco                                                       |
| 1999 | Premio del Ministerio de Trabajo y Asuntos Sociales a la No Violencia contra las Mujeres | Premio del Ministerio de Trabajo y Asuntos Sociales a la No Violencia contra las Mujeres |
| 2000 | Premio Así Fue                                                                           | Por el libro Presidentes                                                                 |
| 2000 | Premio de la Asociación de Periodistas Gráficos Europeos                                 | Prensa escrita                                                                           |
| 2012 | Premio Exxpopress Honorífico                                                             | En el 40.⁰ aniversario de su trayectoria profesional                                     |
| 2013 | Premio APM de Honor                                                                      | Premio APM de Honor                                                                      |
| 2013 | Premio Fundación Independiente de Periodismo Camilo José Cela                            |                                                                                          |
| 2015 | Premio Clara Campoamor del Ayuntamiento de Madrid                                        | Premio Clara Campoamor del Ayuntamiento de Madrid                                        |
| 2016 | Premio Luca de Tena                                                                      | Premio Luca de Tena                                                                      |
| 2017 | II Premio Santiago Castelo a la Trayectoria Periodística 2017                            | II Premio Santiago Castelo a la Trayectoria Periodística 2017                            |
| 2018 | Premio Nacional de Televisión                                                            | Premio Nacional de Televisión                                                            |
| 2018 | Doctora honoris causa por la Universidad Rey Juan Carlos                                 |                                                                                          |
| 2019 | Medalla del Congreso de los Diputados                                                    | Por el 40.⁰ aniversario de la Constitución española                                      |

## Libros
- Así se hizo la Transición (Plaza & Janés, noviembre de 1995).
- Diccionario de la Transición (Plaza & Janés, mayo de 1999).
- Presidentes (Plaza & Janés, enero de 2000).
- Pequeña historia de la Transición (2021).[38]

## Trayectoria en televisión
- Redacción noche (1975-1976) en La 2.
- Al cierre (1980-1982) en La 1.
- El arte de vivir (1982-1987) en La 1.
- Españoles (1983) en La 1.
- Debate (1987) en La 1.
- Con Hermida y compañía (1993-1996) en Antena 3.
- Un momento por favor (1994) en Telemadrid y Canal Sur.
- Así murió Franco (1994) en Antena 3.
- La Transición (1995) en La 2.
- El valor de un rey (1995) en Antena 3.
- El primer café (2000-2003) en Antena 3.
- Juan Carlos I: 25 años de reinado (2000) en La 1.
- Los desayunos de TVE (2004-2018) en La 1.
- Alto y claro (2006-2011) en Telemadrid.
- Madrid opina (2007-2011) en Telemadrid.
- El camino de la libertad (2008).
- Veo la democracia (2009-2010) en Veo.
- La 1 entrevista a Mariano Rajoy en La 1 (2012).[39]
- La 1 entrevista a Alfredo Pérez Rubalcaba en La 1 (2012).[40]